# シ・ネ・マ
「シ・ネ・マ」は、ピカソの通算3枚目のシングル。1985年8月21日にVAPからリリースされ、その後1986年7月2日に再リリースされた。

## 背景
VAP在籍時のラストシングル。翌1986年にKitty Recordsへ移籍するが、本曲のリリースから1年後、フジテレビ系アニメ『めぞん一刻』のエンディングテーマとして起用されたことを機に、1986年7月2日に再発売された。
1992年に発売された『めぞん一刻』の楽曲リミックスアルバム『めぞん一刻 FOREVER REMIX』では「シネマ'92」として収録されている。

## ディスクジャケット
1985年リリース盤は、日焼けした女性の絵画が、1986年再発盤は表面に『めぞん一刻』のヒロインである音無響子、裏面に響子と主人公の五代裕作が描かれている。

## リリース
1985年8月21日にVAPからリリースされ、前述のタイアップを機に、1986年7月2日に再リリースされた。
B面はそれぞれ異なっており、「彼女の真相」は、オリジナル盤のみの収録だが、再発盤に収録された「獣達のバカンス」は、同年リリースのアルバム『ダイヤモンドの月』からのシングルカットである。
Kitty Records移籍後の1990年に、新アレンジバージョンとして「シネマ'90」をリリースした。

## 収録曲

### オリジナル盤
| 全作詞: 大山潤子、全作曲: ピカソ。 |                |          |            |                  |
| #                                  | タイトル       | 作詞     | 作曲・編曲 | 編曲             |
| 1.                                 | 「シ・ネ・マ」 | 大山潤子 | ピカソ     | ピカソ・鳥山雄司 |
| 2.                                 | 「彼女の真相」 | 大山潤子 | ピカソ     | ピカソ           |

### 1986年再発盤
| 全作曲: ピカソ。 |                    |          |            |                  |
| #                | タイトル           | 作詞     | 作曲・編曲 | 編曲             |
| 1.               | 「シ・ネ・マ」     | 大山潤子 | ピカソ     | ピカソ・鳥山雄司 |
| 2.               | 「獣達のバカンス」 | 森雪之丞 | ピカソ     | ピカソ           |

### シネマ'90
| #  | タイトル          | 作詞      | 作曲      |
| -- | ----------------- | --------- | --------- |
| 1. | 「シネマ'90」     | 大山潤子  | ピカソ    |
| 2. | 「DAY AFTER DAY」 | PETER HAM | PETER HAM |

| #  | タイトル                              | 作詞      | 作曲      |
| -- | ------------------------------------- | --------- | --------- |
| 1. | 「シネマ'90」(歌入り)                 | 大山潤子  | ピカソ    |
| 2. | 「DAY AFTER DAY」(歌入り)             | PETER HAM | PETER HAM |
| 3. | 「シネマ'90」(オリジナルカラオケ)     |           |           |
| 4. | 「DAY AFTER DAY」(オリジナルカラオケ) |           |           |

## タイアップ
| # | 曲名           | タイアップ                                                         | 出典  |
| - | -------------- | ------------------------------------------------------------------ | ----- |
| 1 | 「シ・ネ・マ」 | フジテレビ系放映アニメーション『めぞん一刻』エンディング・テーマ曲 | [ 1 ] |

## カバー
| 曲名       | アーティスト           | 収録作品                   | 発売日         | 備考                     |
| ---------- | ---------------------- | -------------------------- | -------------- | ------------------------ |
| シ・ネ・マ | 一の瀬花枝（青木和代） | 『めぞん一刻 PARTY ALBUM』 | 1992年12月21日 | 『めぞん一刻』のドラマCD |